# Global Tower
Das Bürohaus Global Tower (auch bekannt als ehemalige Commerzbank-Zentrale oder Neue Mainzer Straße 32–36) ist ein Hochhaus in der Innenstadt von Frankfurt am Main.
Der 108,6 Meter hohe Turm mit 28 Stockwerken wurde 1974 fertiggestellt und war damit eines der ersten Hochhäuser im Frankfurter Bankenviertel. Architekt des Gebäudes ist Richard Heil. Als Zeugnis bedeutender, internationaler Architektur steht der Global Tower inzwischen unter Denkmalschutz.

## Baugeschichte
Für den Bau schrieb die Commerzbank 1966 einen Wettbewerb aus. Sieben Architekturbüros wurden eingeladen: die Frankfurter Büros Walter Maria Schultz, ABB Architekten, Max Meid & Helmut Romeick sowie Richard Heil, die Düsseldorfer Büros HPP sowie Heinrich Rosskotten & Edgar Tritthart, und als internationaler Architekt Ludwig Mies van der Rohe. Die Jury entschied sich für den Entwurf von Richard Heil, da dieser gute Kontakte zur Stadtverwaltung hatte und die Grundstücksfläche optimal ausnutzte.
Das denkmalgeschützte Hochhaus erinnert in Form, Farbe und Materialität an berühmte Gebäude wie das Seagram Building in New York oder das Toronto-Dominion Centre und gilt als Musterbeispiel für die Eleganz und den reduzierten Stil der Architektur der Moderne.
Der Entwurf für das dazugehörige multifunktionale Auditorium – das Global Forum – stammt von dem britischen Architekten Baron Norman Foster. Es wurde 1994 hinzugefügt und bietet heute Platz für bis zu 500 Personen.

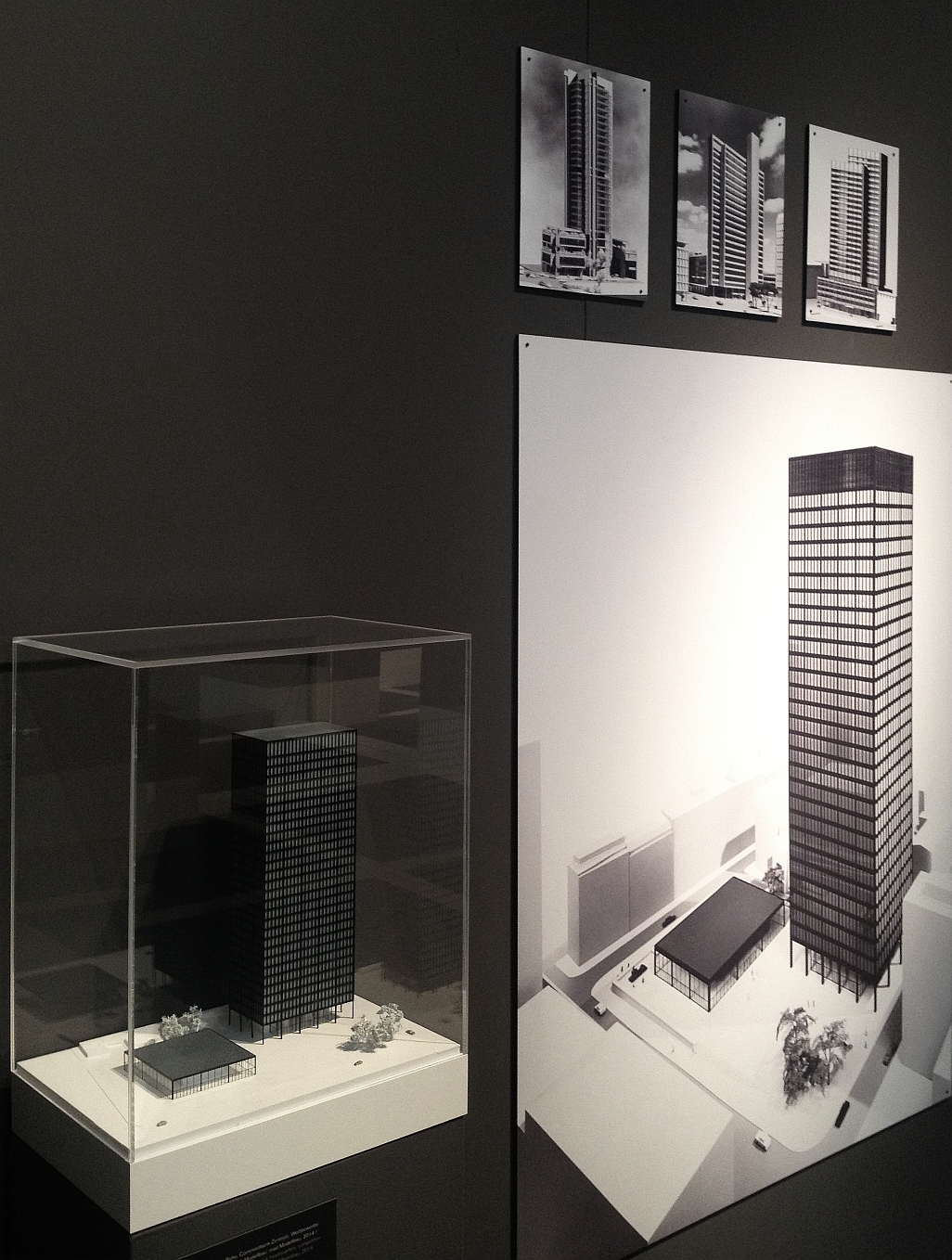
Wettbewerbsentwurf 1968 von Ludwig Mies van der Rohe
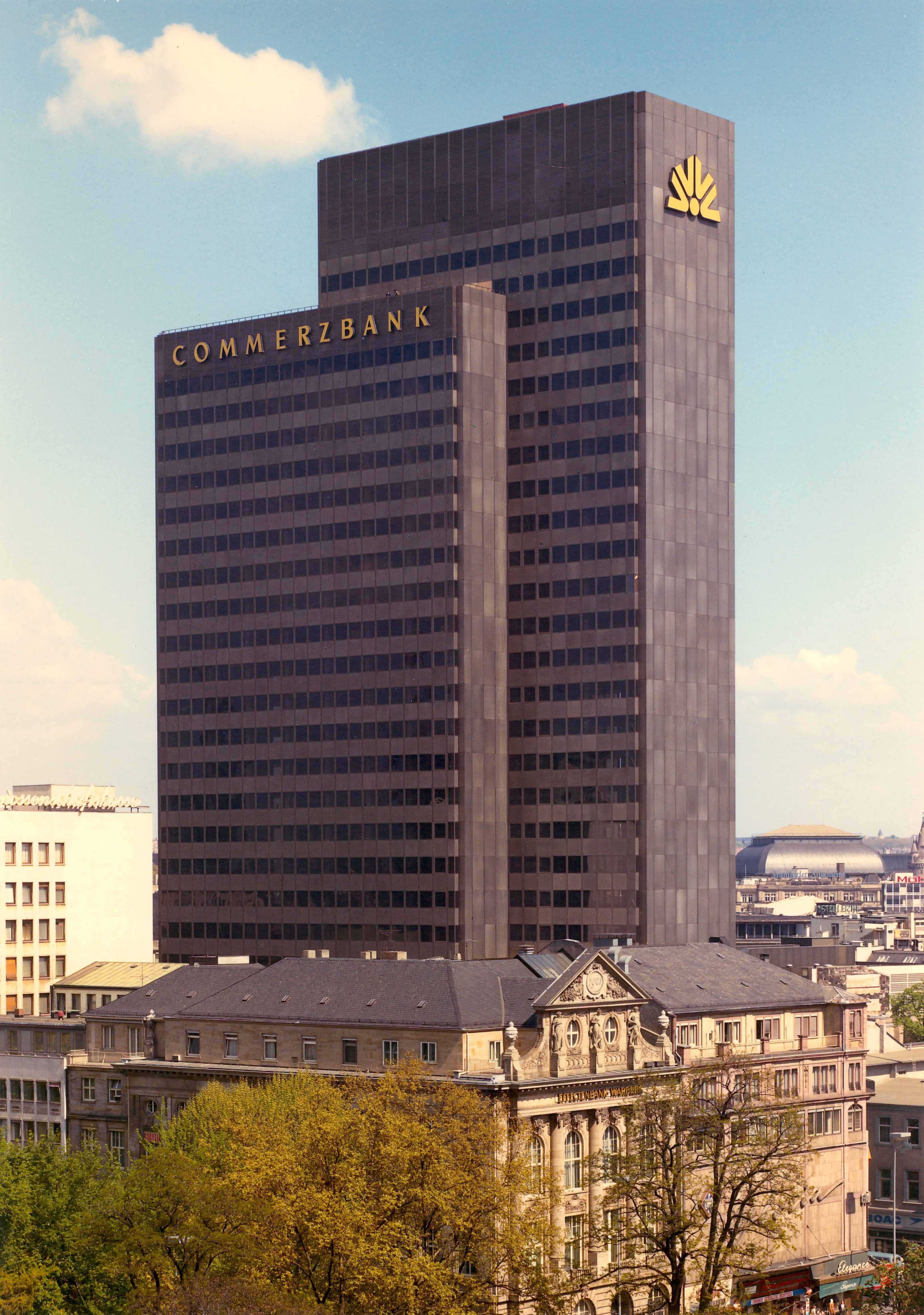
Hochhaus 1974

## Nutzung
In den Jahren 1974 bis 1997 diente das Gebäude der Commerzbank als Zentrale, dann zog die Verwaltung in den Neubau Commerzbank Tower um, der sich auf dem Nachbargrundstück befindet. Ein Großteil war daraufhin bis November 2014 an die Europäische Zentralbank (EZB) vermietet.
Seit Abschluss der Revitalisierung ist der Global Tower an unterschiedliche Unternehmen vermietet u. a. an Google.

## Revitalisierung
Im Jahr 2016 kaufte die German Estate Group GmbH (GEG), eine Tochtergesellschaft der DIC Asset AG (DIC), das Gebäude von der Commerzbank.
Nach Plänen von Meyer Schmitz-Morkramer Architekten wurde das Hochhaus von Ende 2017 bis Frühjahr 2022 umfassend revitalisiert. Es wurde mit modernen, bis zu 2,80 m hohen Büroräumen, neuester Haustechnik mit Heiz-Kühl-Decken und mechanischer Lüftung, Dachterrassen im 4. und 25. Obergeschoss sowie einer zweigeschossigen Lobby aufgewertet und auf flexible, neuzeitliche und nachhaltige Anforderungen ausgerichtet. Im Zuge der Revitalisierung erhielt das Gebäude eine neue, bronzeeloxierte Fassade mit großen Fensterflächen.
Das Investitionsvolumen liegt bei über 270 Millionen Euro. Nach Fertigstellung erhielt die Frankfurter Hochhausikone den Namen Global Tower.